# Annie Lorrain Smith
Annie Lorrain Smith (ur. 23 października 1854 w Liverpoolu, zm. 7 września 1937 w Londynie) – brytyjska mykolożka zajmująca się porostami. Jej książka Lichens przez kilkadziesiąt lat była podstawowym podręcznikiem lichenologii.
Mieszkała na wsi w szkockim regionie Dumfries and Galloway, gdzie jej ojciec Walter był przełożonym Wolnego Kościoła Szkocji w parafii Half Morton, kilka mil na północ od Gretna Green. Miała kilkoro utalentowanego rodzeństwa, w tym patologa, profesora Jamesa Lorraina Smitha. Annie po ukończeniu szkoły w Edynburgu wyjechała za granicę, aby uczyć się francuskiego i niemieckiego, a następnie pracowała jako guwernantka. Przeprowadziła się do Londynu, gdzie w 1878 r. zaczęła studiować botanikę w Royal College of Science. Jej opiekunem był D.H. Scott, który znalazł jej pracę w Muzeum Brytyjskim. Została w nim kuratorem kolekcji preparatów mikroskopijnych grzybów Antona de Bary. Opłacana była ze specjalnego funduszu, ponieważ kobiety nie mogły być tam oficjalnie zatrudnione. Udało jej się zidentyfikować większość grzybów, które dotarły do muzeum, zarówno krajowych, jak i zagranicznych. Pracowała tu od 1892 do 1933 roku. W międzyczasie, a również potem, publikowała różne artykuły.
W latach 1910 i 1911 Smith prowadziła badania porostów na wyspie Clare, która znajdowała się poza zatoką Clew Bay w Irlandii. W badaniu przyrodniczym wyspy brało udział także kilku innych europejskich naukowców. A.L. Smith była jednym z autorów kompleksowego opracowania przyrody tej wyspy. W 1921 r. napisała ilustrowany Handbook of British Lichens, który był kluczem do oznaczania wszystkich znanych brytyjskich porostów. W tym samym roku ukazała się jej książka Lichens, która szybko zyskała miano klasycznego podręcznika o porostach.
W grudniu 1904 roku została jako jedna z pierwszych kobiet członkiem Towarzystwa Linneuszowskiego w Londynie. Była później członkiem rady tego towarzystwa (1918-1921). Była członkiem założycielem Brytyjskiego Towarzystwa Mykologicznego i dwukrotnie jego prezesem. W 1931 r., kiedy miała prawie siedemdziesiąt siedem lat, otrzymała emeryturę z listy cywilnej „w uznaniu jej zasług dla nauk botanicznych”. W 1934 r. otrzymała nagrodę OBE: „Panna Annie Lorrain-Smith, F.L.S. za wkład w mykologię i lichenologię.
Przy nazwach naukowych utworzonych przez nią taksonów standardowo dodawany jest skrót jej nazwiska A.L. Sm. (zobacz: lista skrótów nazwisk botaników i mykologów).